# Baculentulus africanus
Baculentulus africanus är en urinsektsart som först beskrevs av Josef Nosek 1976.  Baculentulus africanus ingår i släktet Baculentulus och familjen lönntrevfotingar. Inga underarter finns listade.